# تاپ گان (فیلم ۱۹۵۵)
«تاپ گان» (انگلیسی: Top Gun) یک فیلم وسترن آمریکایی به کارگردانی ری نازارو است که در سال ۱۹۵۵ منتشر شد. از بازیگران آن می‌توان به استرلینگ هایدن و ویلیام بیشاپ اشاره کرد.

## تولید
فیلمبرداری در ژوئن ۱۹۵۵ آغاز شد.